# Zagăr
Zagăr là một xã thuộc hạt Mureș, România. Dân số thời điểm năm 2002 là 1216 người.